# Chamblee
Chamblee est une municipalité américaine située dans le comté de DeKalb en Géorgie.
La ville aurait d'abord été appelée Roswell Junction mais, pour éviter toute confusion avec Roswell (Géorgie), le nom de Chamblee a été retenu lors de la création du bureau de poste en 1885, parmi les noms de pétitionnaires. Chamblee était un ouvrier afro-américain du chemin de fer. Selon une autre version, la localité doit son nom à la famille Chamblee, qui a fondé la ville.

## Démographie
| 1910 | 1920 | 1930 | 1940  | 1950  | 1960  |
| ---- | ---- | ---- | ----- | ----- | ----- |
| 129  | 253  | 893  | 1 081 | 3 445 | 6 635 |

| 1970  | 1980  | 1990  | 2000  | 2010  | - |
| ----- | ----- | ----- | ----- | ----- | - |
| 9 127 | 7 137 | 7 668 | 9 552 | 9 892 | - |

Selon le recensement de 2010, Chamblee compte 9 892 habitants. La municipalité s'étend sur 3,18 milles carrés (8,24 km2).